# Christian Didrik Forssell
Christian Didrik Forssell (født 22 april 1777 i Helsingborg, død 19. oktober 1852) var en svensk kobberstikker.
Forssell lærte som ung at tegne på Kunstakademiet i København og uddannede sig derefter navnlig i Paris, hvor han opholdt sig i flere år, til en formsikker og i henseende til de rent ydre virkninger dygtig gravør. 
I Paris vakte hans blade en del opmærksomhed, navnlig det anselige stik efter Fiesoles Marias Kroning, hvortil tegningen dog var udført af en fransk kunstner, og gengivelsen af Gérards Camoëns. 
Efter sin hjemkomst udnævntes han til professor ved Akademiet i Stockholm samt til hofkobberstikker og udførte blandt a. en suite prospekter (48 blade), Une année en Suède, som vandt ikke ringe udbredelse. 
Forssell var en smagfuld og rutineret kobberstikker og samvittighedsfuld i redegørelse for linjer og former, men en åndfuld kunstner kan han ikke kaldes, og for det sjælelige indhold i forbillederne såvel som for den maleriske karakteristik var hans sans ikke i fremtrædende grad udviklet. 